# Park Jurajski (film)

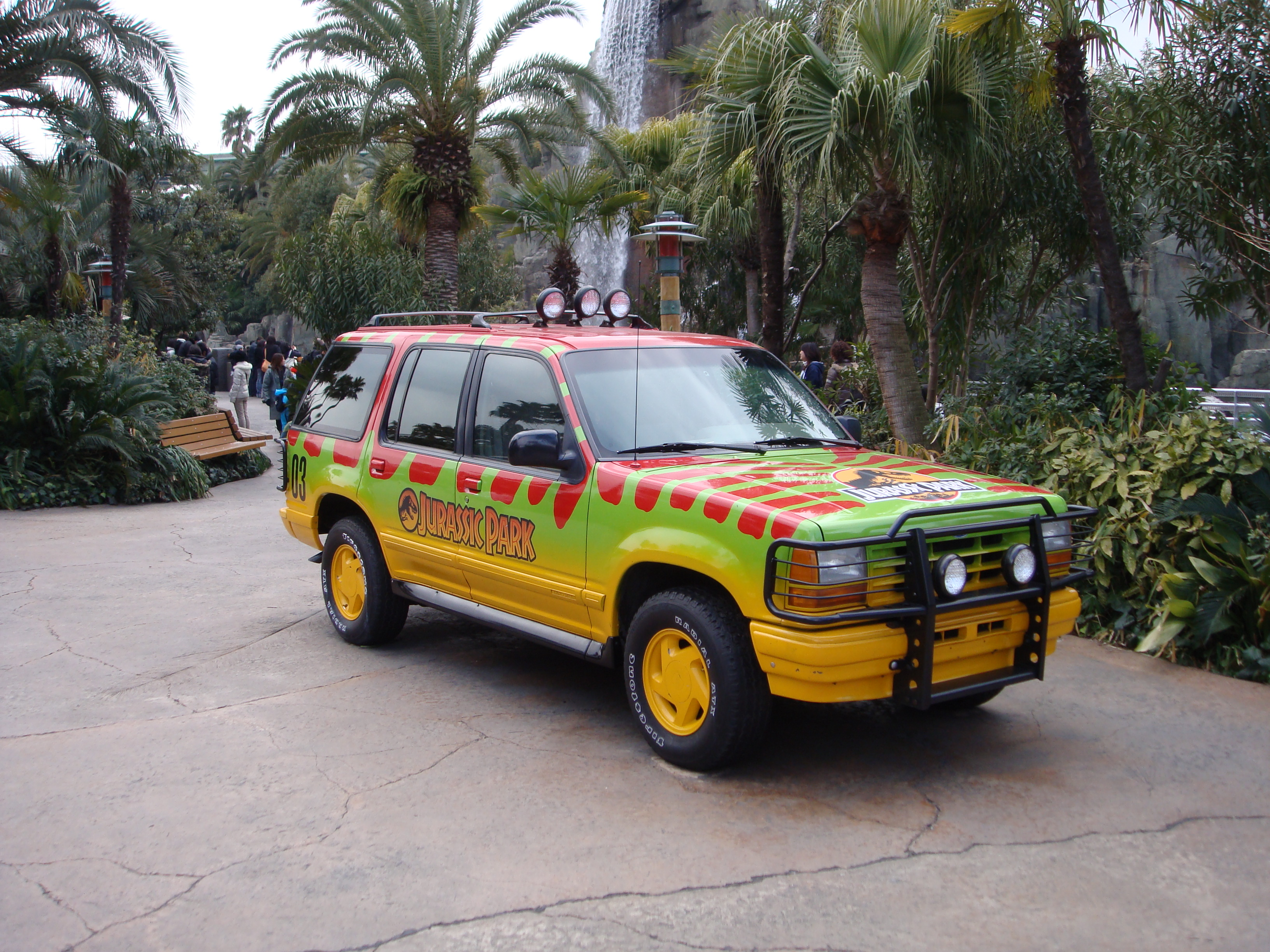
Replika samochodu z filmu

Park Jurajski (ang. Jurassic Park) – amerykański film z 1993 roku, wyreżyserowany przez Stevena Spielberga na podstawie książki Michaela Crichtona o tym samym tytule. Został nagrodzony trzema Oscarami.
Jest jednym z najbardziej dochodowych filmów w historii. Traktuje o fikcyjnej wyspie, na której naukowcy skonstruowali park rozrywki z genetycznie wyhodowanymi dinozaurami. Pierwszy film z cyfrowym dźwiękiem DTS. Z okazji dwudziestolecia wejścia do kin, film w 2013 roku powrócił na ekrany w wersji 3D.

## Scenariusz
Milioner John Hammond, właściciel przedsiębiorstwa InGen, stworzył na bezludnej wyspie Isla Nublar niezwykły park rozrywki, w którym odtworzone są warunki panujące przed milionami lat. Główną atrakcją parku są żywe dinozaury. Aby otworzyć park dla publiczności, musi najpierw uzyskać zgodę wycieczki kontrolnej. Jako że podczas przeładunku klatek z welociraptorami doszło do wypadku i jeden z pracowników został zabity przez dinozaura, inwestorzy podają w wątpliwość bezpieczeństwo parku. W skład wycieczki wchodzą: paleontolodzy Allan Grant i Ellie Sattler, prawnik Donald Gennaro oraz matematyk Ian Malcolm.
W drodze do centrum wycieczka ma okazję zobaczyć stado brachiozaurów i parazaurolofów, a później karmienie welociraptorów. Podczas obiadu Grant i Malcolm dają do zrozumienia Hammondowi, że stworzenie parku nie jest dobrym pomysłem. Poznają też kilku pracowników Hammonda – m.in. myśliwego Roberta Muldoona, a także wnuki Hammonda – Alexis „Lex” i Timmy’ego. Z tymi ostatnimi udają się specjalnymi, zasilanymi elektrycznie samochodami na wycieczkę po parku.
Wycieczka kontrolowana przez informatyka Ray Arnolda nie przebiega tak, jak zaplanowano. Uczestnikom wycieczki nie udaje się zobaczyć dilofozaura ani będącego główną atrakcją parku tyranozaura, widzą jedynie chorego triceratopsa. Przy dinozaurze postanawia na dłużej zostać Sattler, pozostali zwiedzający jadą dalej.
Tymczasem jeden z informatyków, Dennis Nedry, który ma zamiar zrealizować zlecenie wykradnięcia zamrożonych zarodków, po kryjomu wprowadza do systemu złośliwe oprogramowanie, za sprawą którego wyłącza systemy zabezpieczające. Uciekając z wyspy błądzi z powodu burzy i ostatecznie ginie zabity przez dilofozaura.
Samochody z Grantem, Malcolmem, Gennarem i dziećmi zatrzymują się przy wybiegu tyranozaura. Dinozaur wydostaje się z wybiegu i atakuje samochód z dziećmi w środku. Gennaro ucieka do toalety, ale zostaje zjedzony. Grant i Malcolm ratują dzieci, ranny matematyk zostaje przypadkowo ukryty w resztkach zniszczonej przez tyranozaura toalety, zaś Grant z dziećmi zostaje zmuszony do skrycia się w głębi parku.
Hammond wysyła Muldoona i Sattler, by odnaleźli resztę wycieczki. Przybywają samochodem przed wybieg tyranozaura, gdzie znajdują jedynie rannego Malcolma. Dalsze poszukiwania przerywa pojawienie się tyranozaura, który ściga trójkę bohaterów, po czym rezygnuje.
Podczas gdy dr Grant wraz z dziećmi usiłują dostać się do centrum (po drodze obserwują brachiozaury i tyranozaura polującego na gallimimy), pozostali w nim Hammond, Arnold, dr Sattler i Muldoon podejmują wysiłki, aby przywrócić zasilanie na wyspie. Zanim się to udaje, do bunkra z generatorem prądu wdzierają się welociraptory, które zabijają Arnolda. Przywrócenie zasilania na wyspie sprawia, że po drodze Tim zostaje porażony, udaje mu się jednak przeżyć. Muldoon postanawia zapolować na welociraptory, ale daje się wciągnąć w pułapkę i ginie. Grant z dziećmi docierają do ośrodka, w którym nadal muszą uciekać przed polującymi na nich drapieżnikami (dołącza do nich Sattler). Ucieczkę umożliwia im tyranozaur, który zjada welociraptory. Grantowi, Sattler i dzieciom udaje się dołączyć do Hammonda i Malcolma i ostatecznie uciekają z wyspy śmigłowcem.

## Obsada[3]
- Sam Neill jako Alan Grant
- Laura Dern jako Ellie Sattler
- Jeff Goldblum jako Ian Malcolm
- Richard Attenborough jako John Hammond
- Samuel L. Jackson jako Ray Arnold
- Wayne Knight jako Dennis Nedry
- Bob Peck jako Robert Muldoon
- Martin Ferrero jako Donald Gennaro
- Joseph Mazzello jako Tim Murphy
- Ariana Richards jako Lex Murphy

## Odbiór filmu
Film otrzymał nagrodę Hugo w kategorii najlepsza prezentacja dramatyczna w 1994 roku.
Po ekranizacji filmu John Brosnan, autor powieści grozy „Carnosaur” niechętny był wznawiać swój utwór z obawy przed zarzutem o plagiat, mimo że jego powieść powstała sześć lat wcześniej. Film Spielberga zawiera sceny podobne do opisów w powieści Brosnana. Pisarz sam w wywiadzie przyznał, że ekranizacja mu się spodobała.
Wielu krytyków doceniło jakość efektów specjalnych, które zostały zaprezentowane w filmie. Czasy, w których powstała ekranizacja, nie wyróżniały się rozwiniętą technologią komputerowej grafiki, więc często Park Jurajski nazywany jest filmem przełomowym w dziedzinie efektów i generowanych komputerowo dinozaurów.
W czerwcu 2020 roku Jurassic Park powrócił do 230 kin (głównie drive-in), po przerwie w związku z pandemią COVID-19, która zamknęła większość kin na całym świecie i ograniczyła wyświetlanie filmów. Zarobił wtedy 517 600 $, zajmując pierwsze miejsce, po raz czwarty w swojej historii. Po raz pierwszy reedycja osiągnęła szczyt sprzedaży od czasu Króla lwa we wrześniu 2011 roku. Obecnie plasuje się jako 37. najbardziej dochodowy film wszech czasów w Stanach Zjednoczonych i Kanadzie (bez uwzględnienia inflacji) oraz 40. najbardziej dochodowy film wszech czasów.
Film na platformie IMDb uzyskał ocenę 8,2/10, natomiast na Rotten Tomatoes 91% według krytyków, jak i widowni.
W 1999 roku szwedzki muzyk Basshunter stworzył utwór „T-Rex [Jurassic Park]”, który znalazł się na jego debiutanckim internetowym albumie The Old Shit zawierającym jedenaście utworów w stylu hardstyle i eurodance.
Weird Al Yankovic stworzył piosenkę „Jurassic Park” oraz nagrał do niej teledysk, będący parodią filmu MacArthur Park oraz piosenki o tym samym tytule Richarda Harrisa.